# Christopher Durang
Christopher Durang (* 2. Januar 1949 in Montclair, New Jersey; † 2. April 2024 in Bucks County, Pennsylvania) war ein US-amerikanischer Dramatiker und Schauspieler. Der Autor hatte seine größten Erfolge in den 1980er Jahren.

## Leben und Werk
Nachdem Durang eine katholische Schule besucht hatte, wechselte er auf das Harvard College und später auf die Yale School of Drama.
Durangs Werke, in denen er vor allem Kindesmissbrauch, die Dogmen und die Lehren der katholischen Kirche und Homosexualität thematisierte, sind vor allem bei Theaterstudenten und Anhängern des alternativen politischen Theaters beliebt. Einige seiner Stücke wurden auch am Broadway inszeniert.
Neben Theaterstücken hat Durang auch Drehbücher verfasst, beispielsweise für Therapie zwecklos unter der Regie von Robert Altman. Außerdem ist er selbst als Schauspieler aufgetreten, zum Beispiel an der Seite von Sigourney Weaver in einem seiner Stücke.
Für seine Arbeit und seine Werke hat Durang diverse Preise und Ehrungen erfahren. So erhielt er zwei Obie Awards und war für den „Tony Award for Best Book of a Musical“ nominiert. Er war Mitglied der Dramatists Guild of America und an der Juilliard School mit zuständig für das Playwriting Program.

## Bibliografie (Auswahl)
Stücke
- 1974: The Idiots Karamazov
- 1974: Titanic
- 1975: Death Comes To Us All, Mary Agnes
- 1975: Sinn und Zweck des Universums (The Nature and Purpose of the Universe)
- 1976: The Vietnamization of New Jersey
- 1978: 'Dentity Crisis
- 1979: Sister Mary Ignatius Explains It All For You
- 1981: Beyond Therapy
- 1981: The Actor's Nightmare
- 1983: Baby with the Bathwater
- 1985: The Marriage of Bette and Boo
- 1987: Laughing Wild
- 1988: Naomi in the Living Room
- 1996: Sex and Longing
- 1999: Betty's Summer Vacation
- 2005: Miss Witherspoon
- 2009: Why Torture is Wrong, and the People Who Love Them
- 2012: Vanya and Sonia and Masha and Spike

Musicals
- 1978: A History of the American Film
- 1979: Das Lusitania Songspiel
- 2002: Mrs. Bob Cratchit's Wild Christmas Binge
- 2007: Adrift in Macao

## Filmografie (Auswahl)
Als Drehbuchautor
- 1987: Therapie zwecklos (Beyond Therapy)

Als Schauspieler
- 1985: Die Himmelsstürmer (Heaven Help Us)
- 1987: Das Geheimnis meines Erfolges (The Secret of My Succe$s)
- 1988: Mr. North – Liebling der Götter (Mr. North)
- 1988: The Appointments of Dennis Jennings (Kurzfilm)
- 1989: Todes-Show (Penn & Teller Get Killed)
- 1990: Mord mit System (A Shock to the System)
- 1990: Ein Köder für den Killer (In the Spirit)
- 1991: Der Mann ihrer Träume (The Butcher’s Wife)
- 1992: Housesitter – Lügen haben schöne Beine (HouseSitter)
- 1993: Hilfe! Jeder ist der Größte (Life with Mikey)
- 1994: Machen wir’s wie Cowboys (The Cowboy Way)
- 1996: Joes Apartment – Das große Krabbeln (Joe’s Apartment)
- 1996, 1998: Frasier (Fernsehserie, 2 Folgen)
- 1999: Einfach unwiderstehlich (Simply Irresistible)
- 1999: Schlaflos in New York (The Out-of-Towners)
- 2001: Kristin (Fernsehserie, 6 Folgen)

## Preise und Auszeichnungen
- 2006 wurde er für Miss Witherspoon für den Pulitzer-Preis nominiert.
- 2013: Tony Award als bestes neues Sprechtheaterstück für: Vanya and Sonia and Masha and Spike.

## Veröffentlichungen
- 1997: Christopher Durang: Complete Full-Length Plays, 1975–1995, Smith and Kraus Publishers, Lyme, New Hampshire, USA, ISBN 1-57525-017-9.